# أم قيس بنت محصن الأسدية
أم قيس بنت محصن الأسدية هي صحابية جليلة كنيتها: أم قيس وهي أخت عكاشة بن محصن الأسدي وكانت من المهاجرات الأوليات. يقال: إن اسمها آمنة، حكاه أبو القاسم الجوهري في مسند الموطأ.

## نسبها وحياتها
هي أم قيس بنت محصن بن حرثان بن مرة بن كبير بن غنم بن دودان بن أسد بن خزيمة الأسدي
وهي أُخت عُكَّاشَة بن مِحْصَن من أهل بدر حلفاء حَرْب بن أُميّة. أسلمت بمكة قديمًا، وبايعت النبي صَلَّى الله عليه وسلم. هاجرت إلى المدينة مع أهل بيتها. أخبرنا محمد بن محمد بن سرايا وغيره، قالوا بإسنادهم عن محمد بن إسماعيل: حدثنا أبو اليمان، أخبرنا شُعَيب، عن الزهري، أخبرني عبيد الله بن عبد الله، أن أم قيس بنت مِحْصن الأسدية (أسد خزيمة) وكانت من المهاجرات الأول اللاتي بايعن رسول الله صَلَّى الله عليه وسلم، وهي أخت عُكِّاشة: أنها أتت رسول الله صَلَّى الله عليه وسلم بابن لها قد أَعْلَقَتْ عليه من العُذْرَة، فقال النبي صَلَّى الله عليه وسلم: «عَلَامَ تَدْغَرْنَ أَوْلاَدَكُنَّ بِهَذَا الْعِلَاقِ، عَلَيْكُمْ بِالْعُودِ الْهِنْدِيِّ، فِإِنَّ فِيْهِ سَبْعَةَ أشفيَةٍ، مِنْهَا ذَاتُ الْجَنْبِ» -يريد الكُسْتَ- وهو (العود الهندي)
أخبرنا جماعة بإسنادهم عن أبي عيسى: حدثنا قتيبة وأحمد بن مَنيع قالا: حدثنا سفيان، عن الزهري، عن عبيد الله بن عبد الله بن عُتْبة، عن أم قيس بنتُ مِحْصَن أنها قالت: دخلت بابن لي على رسول الله صَلَّى الله عليه وسلم لم يأكل الطعام، فبال عليه، فدعا بماء فرشه عليه، قال أبو عمر: روى عنها من الصحابة؛ وابصة بن مَعْبد، وروى عنها عبيد الله بن عبد الله وَنَافع مولى حمنة بنت شجاع. وزعم العقيلي في حديث ذكره عن ابن لَهيعة، عن أبي الأسود، عن دُرَّة بنت معاذ أنها أخبرته عن أم قيس أنها سألت النبي صَلَّى الله عليه وسلم أنتزاوَرُ إذا متنا، يزور بعضنا بعضًا؟ قال: «يَكُونُ الْنَّسَمُ طَائِرًا يُعَلَّقُ بِالْجَنَّةِ، حَتَّى إِذَا كَانَ يَوْمُ الْقِيَامَةِ دَخَلَ كُلّ نَفْسٍ فِي جُثَّتِهَا». قال العقيلي: أم قيس هذه أنصارية، وليست بنت محصن حيث قال أبو عمر: وقد قيل: إن التي روت هذا الحديث أم هانئٍ الأنصارية ذكر ذلك ابن أبي خَيْثَمة وغيره، أسد الغابة.
أخرج النَّسَائي، من طريق الليث، عن يزيد بن أبي حبيب عن أبي الحسن مولى أم قيس عن أم قيس قالت: تُوفِّي ابن لي فجزعت؛ فقلت للذي يغسله: لا تغسل ابني بالماء البارد فتقتله، فذكر ذلك عكاشة للنبي صلى الله عليه وآله وسلم، فقال: «مَا لَهَا طَالَ عُمْرُهَا»! قال: فلا نعلم امرأة عمرت ما عُمرت، الإصابة في تمييز الصحابة.

## مكانتها عند علماء الجرح والعدالة
ذكرها عدد من العلماء في كتبهم:
- الإمام ابن حجر العسقلاني: قال عنها «صحابية مشهورة»
- الإمام الذهبي: قال عنها «من المهاجرات الأوائل»
- الإمام المزي: قال عنها «لها صحبة»

## روايتها للحديث
روت عن الرسول حديثان:
| أم قيس بنت محصن الأسدية | أَخْبَرَنَا أَبُو إِسْحَاقَ بْنُ الدَّرَجِيِّ قال: أَنْبَأَنَا أَبُو جَعْفَرٍ الصَّيْدَلانِيُّ قال: أَخْبَرَنَا مَحْمُودُ بْنُ إِسْمَاعِيلَ الصَّيْرَفِيُّ قال: أَخْبَرَنَا أَبُو الْحُسَيْنِ بْنُ فَإذْشَاهْ وأَخْبَرَنَا ابْنُ الدَّرَجِيِّ قال: أَنْبَأَنَا أَبُو جَعْفَرٍ الصَّيْدَلانِيُّ ودَأوُدُ بْنُ مُحَمَّدِ بْنِ مَاشَإذَةَ وعَفِيفَةُ بِنْتُ أَحْمَدَ قَالُوا: أَخْبَرَتْنَا فَاطِمَةُ بِنْتُ عَبْدِ اللَّهِ قَالَتْ: أَخْبَرَنَا أَبُو بَكْرِ بْنُ رِيذَةَ قَالا: أَخْبَرَنَا أَبُو الْقَاسِمِ الطَّبَرَانِيُّ قال: حَدَّثَنَا مُطَّلِبُ بْنُ شُعَيْبٍ الأَزْدِيُّ قال: حَدَّثَنَا عَبْدُ اللَّهِ بْنُ صَالِحٍ قال: حَدَّثَنِي اللَّيْثُ قال: حَدَّثَنِي يَزِيدُ بْنُ أَبِي حَبِيبٍ عَنْ أَبِي الْحَسَنِ مَوْلَى أُمِّ قَيْسِ بِنْتِ مُحْصِنٍ عَنْ أَمِّ قَيْسٍ أَنَّها قَالَتْ: تُوُفِّيَ ابْنِي فَجَزِعْتُ فَقُلْتُ لِلَّذِي يُغَسِّلُهُ: لا تُغَسِّلِ ابْنِي بِالْمَاءِ الْبَارِدِ، فَيَقْتُلُهُ، فَانْطَلَقَ عُكَاشَةُ بْنُ مُحْصِنٍ إِلَى رَسُولِ اللَّهِ صَلَّى اللَّهُ عَلَيْهِ وسَلَّمَ فَأَخْبَرَهُ بِقَوْلِهَا، فَتَبَسَّمَ، ثُمَّ قال: «طَالَ عُمْرُهَا، فَلا نَعْلَمُ امْرَأَةً عَمَّرَتْ مَا عَمَّرَتْ». رَوَاهُ الْبُخَارِيُّ فِي الأَدَبِ والنَّسَائِيُّ. | أم قيس بنت محصن الأسدية |

| أم قيس بنت محصن الأسدية | حَدَّثَنَا عَبْدُ اللَّهِ بْنُ يُوسُفَ قَالَ أَخْبَرَنَا مَالِكٌ عَنْ ابْنِ شِهَابٍ عَنْ عُبَيْدِ اللَّهِ بْنِ عَبْدِ اللَّهِ بْنِ عُتْبَةَ عَنْ أُمِّ قَيْسٍ بِنْتِ مِحْصَنٍ أَنَّهَا أَتَتْ بِابْنٍ لَهَا صَغِيرٍ لَمْ يَأْكُلْ الطَّعَامَ إِلَى رَسُولِ اللَّهِ صَلَّى اللَّهُ عَلَيْهِ وَسَلَّمَ فَأَجْلَسَهُ رَسُولُ اللَّهِ صَلَّى اللَّهُ عَلَيْهِ وَسَلَّمَ فِي حَجْرِهِ فَبَالَ عَلَى ثَوْبِهِ فَدَعَا بِمَاءٍ فَنَضَحَهُ وَلَمْ يَغْسِلْهُ. | أم قيس بنت محصن الأسدية |